# Elspeth Douglas McClelland
Pour les articles homonymes, voir McClelland.
Elspeth Douglas McClelland (1879–1920) est une suffragette et architecte anglaise. Elle est connue pour être envoyée comme « lettre humaine » par les suffragettes au Premier ministre.

## Biographie
Elspeth Douglas McClelland est née le 20 mai 1879 à Keighley, dans le Yorkshire, de John McClelland, comptable, et d'Epsey McClelland (née Robinson). Elle est baptisée à Ilkley le 19 juillet de la même année. Elle suit une formation d'architecte, la seule étudiante parmi 600 hommes à la Polytechnic Architectural School de Londres, et elle est décrite comme la première femme à exercer en tant qu'architecte, bien que cela ne soit probablement pas tout à fait exact.
Des dessins architecturaux montrent qu'elle travaille comme architecte en 1904. Elle devient suffragette dans les années 1900, épouse William Albert Spencer en 1912 et déménage à Whitchurch Lane, Edgware. Elspeth a trois enfants avant de mourir en couches en 1920. Selon sa famille, elle reçoit un service à thé en argent par la reine en reconnaissance de sa contribution aux causes des femmes. Cela aurait été vendu par son veuf après sa mort.

## Une «lettre humaine»
La période de McClelland en tant que suffragette est surtout connu lorsqu'elle est envoyée sous forme de « lettre humaine » au Premier ministre, H.H. Asquith, le 23 février 1909. À cette époque, les règlements de la poste ont été assouplis pour permettre aux personnes d'être « postées » par messager express, de sorte que McClelland et sa camarade suffragette Daisy Solomon sont envoyées par Jessica Kenney et Christabel Pankhurst de Clement's Inn et sont emmenées par Mme Drummond au bureau de poste d'East Strand". Daisy Dorothea Solomon est originaire d'Afrique du Sud et elle est la fille d'une autre suffragette, Georgiana Solomon.
Elles sont adressées à « The Right Hon HH Asquith, 10 Downing Street, SW ». Pour le prix d'un timbre de trois pence, A.S. Palmer, un messager du télégraphe, les livre à Downing Street, où les policiers de service les autorisent à passer au numéro 10. À ce moment-là, un fonctionnaire sort et « malgré la protestation des dames selon lesquelles elles ont été payées », déclare :« 'vous ne pouvez pas être livrées ici. Vous devez être renvoyées ; vous êtes des lettres mortes ». Elspeth et Daisy sont renvoyées dans les bureaux de la Women's Social and Political Union. Le Premier ministre aurait été « amusé » par l'incident,,,. La photo de première page  du Daily Mirror peut être vue sur le site Web du British Postal Museum & Archive.
En septembre 1913, Mme Elspeth Spencer publie une petite annonce dans le journal des suffragettes Votes for Women (p. 732) se décrivant : « Architecte de maisons et chaumières peu communes. Meubles et décorations aux couleurs du suffrage conçus et exécutés. Appliquer Studio A, 22 Blomfield Road, Kensington.'

## Architecte
Il existe des rapports contradictoires sur la période d'Elspeth en tant qu'architecte. Selon Atkinson, « McClelland a été la seule femme parmi 600 étudiants masculins à la Polytechnic Architectural School de Londres et devient la première femme à exercer en tant qu'architecte ». Cependant, les archives du Royal Institute of British Architects (RIBA) indiquent que la première femme membre est Ethel Charles (en) en 1898, alors qu'Elspeth avait 19 ans. L'École polytechnique d'architecture est absorbée par l'université de Westminster. Ils n'ont pas de dossiers complets sur les dates probables de l'étude d'Elspeth. Ce qu'ils montrent, c'est qu'Elspeth réussit un certificat d'enseignement commercial supérieur en comptabilité aux examens de la Chambre de commerce de Londres, en 1911. Certains faits sur sa carrière ressortent clairement des dessins d'architecture et d'autres documents.

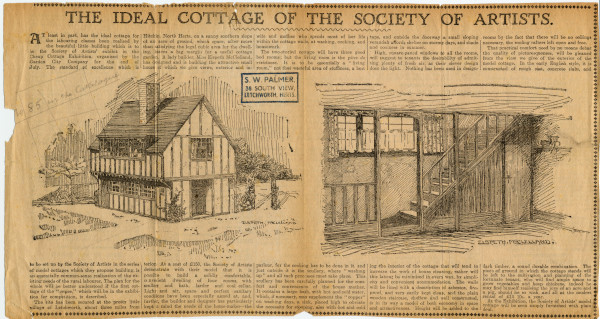
Conception de chalet par McClelland en 1905. 'The Ideal Cottage for the Society of Artists' - Design de cottage gagnant pour le 106 Wilbury Road.

La plupart de ses dessins ne sont pas datés, bien que l'un porte une date (1904) au-dessus de la porte. Plusieurs de ses propriétés se trouvent à Letchworth, celle du 106 Wilbury Road ayant été conçue dans le cadre d'un concours pour concevoir un cottage à 150 £. Selon Victoria Rawlings, conservatrice des collections au First Garden City Heritage Museum, « En 1905, des règles d'urbanisme strictes signifient que dans les zones rurales, le coût de construction d'un chalet était supérieur à ce que le locataire pouvait se permettre de payer en loyer. Ce facteur et d'autres s'ajoutent à « l'exode urbain », obligeant de nombreux travailleurs agricoles à se déplacer vers les villes. Un dénommé J St Loe Strachey, rédacteur en chef du journal The Spectator, propose qu'une exposition de 150 cottages soit organisée. Ce défi est relevé par First Garden City Ltd car, dans la nouvelle ville de Letchworth, les arrêtés ruraux ne sont pas applicables. »
Parmi les 85 participants au concours, se trouve une seule femme, Elspeth McClelland, qui conçoit et supervise la construction d'un cottage pour la Society of Artists. Ce groupe est, selon les propres mots de Miss McClelland : « Une société de femmes décoratrices qui estiment parfois que les architectes n'étudient pas les exigences du point de vue d'une femme ». De nombreux journaux publient des articles vantant les mérites de ce qu'un journal appelle « la maison que Jill a construite ». Elspeth Cottage, comme il est nommé, est construit en béton avec une bordure en bois donnant l'apparence d'un ancien style anglais mais avec des matériaux modernes. Elspeth McClelland conçoit également elle-même une grande partie du mobilier intérieur dans un style cottage traditionnel. Cependant, elle tient à souligner que le cottage n'est pas simplement une entreprise esthétique, déclarant que : « une grande partie du temps des femmes qui travaillent est passée dans l'arrière-cuisine et j'en fais donc une pièce lumineuse et joyeuse avec deux fenêtres au lieu d'un lugubre arrière-cuisine ». Les charbons et les toilettes de cette période sont généralement accessibles par une porte extérieure, mais Miss McClelland les place avec un accès de l'intérieur et un porche couvert, facilitant à nouveau la vie de la femme au foyer."
Elspeth donne des conférences sur cette conception, par exemple, celle rapportée par le Standard le 22 juin 1905 : « A Cottage for £ 150' est le titre séduisant d'une conférence intéressante que Miss Elspeth McClelland a donnée hier au Women's Institute, Victoria Street, W. Beaucoup de gens mieux placés que les ouvriers pourraient convoiter les charmantes petites maisons de campagne, dont la construction a été expliquée en détail par Mlle McClelland, et a fait remarquer que de telles petites maisons saines et bien construites étaient d'admirables investissements. » Le même mois, The Estates Gazette rapporte qu'« un membre du beau sexe s'est présenté comme un défenseur pratique des maisons bon marché pour les classes ouvrières dans les districts ruraux. Mercredi dernier, à l'Institut, Miss E. McClelland a prononcé une conférence intéressante, intitulée « Un chalet pour 150 £ », au cours de laquelle elle a démontré à la satisfaction d'un public attentif que ses créations combinaient confort, économie et considération artistique ». Elspeth conçoit non seulement des maisons, mais aussi les tissus et les meubles qui leur conviennent. Le Daily Express la décrit comme « une jeune femme aux multiples talents. Après avoir construit une maison pour ses clients, elle conçoit des papiers peints, des tapis, des cheminées et même des meubles, adaptés aux pièces », tandis que The Lady's Pictorial écrit que « à Miss McClelland, nous devons l'ouverture d'un autre domaine pour le travail des femmes ». Si elle ne soutient pas l'affirmation selon laquelle elle est la première femme à exercer en tant qu'architecte, cela indique qu'il y en a peu d'autres.